# Línea Castillejo Añover-Algodor
La línea Castillejo Añover-Algodor, antiguamente denominada línea Castillejo-Toledo, es un ramal ferroviario de 11,4 kilómetros de longitud que pertenece a la red ferroviaria española. Se trata de una línea de ancho ibérico (1668 mm), electrificada y en vía única. Originalmente fue construida para enlazar Toledo con Madrid y la línea Madrid-Valencia. Siguiendo la catalogación de Adif, es la «línea 312».

## Historia
En 1856 el Estado otorgó a José de Salamanca la concesión para construir una línea de ferrocarril que, partiendo desde Castillejo —en la línea Madrid-Almansa—, enlazara con la ciudad de Toledo. La línea fue inaugurada en junio de 1858. La construcción corrió a cargo de la Compañía del Ferrocarril de Castillejo a Toledo, propiedad del Marqués de Salamanca, si bien este acabaría transfiriendo su concesión a la Compañía de los Ferrocarriles de Madrid a Zaragoza y Alicante (MZA). En 1941, con la nacionalización de los ferrocarriles de ancho ibérico, la línea pasó a manos de RENFE.
El servicio ferroviario entre Algodor y Toledo fue clausurado al tráfico en julio de 2003, tras lo cual se desmanteló la vía entre el punto kilométrico 80 y Toledo para permitir la construcción de la nueva línea de alta velocidad La Sagra-Toledo. El resto del trazado se mantuvo operativo, pero sin la conexión con Toledo, la línea perdió su funcionalidad y desde entonces el tráfico se redujo considerablemente. A la larga, ello acabaría suponiendo el cierre de la estación de Algodor al servicio de pasajeros, quedando destinada a servicios logísticos o tráfico de mercancías. La estación de Castillejo-Añover ha quedado con servicios muy limitados de viajeros. Desde 2005, Renfe Operadora explota la línea, mientras que Adif es la titular de las instalaciones ferroviarias.
El 4 de septiembre de 2005, la línea cambió su tradicional denominación y fue renombrada a la versión actual.